# Parmentiera aculeata
Parmentiera aculeata là một loài thực vật có hoa trong họ Chùm ớt. Loài này được (Kunth) Seem. mô tả khoa học đầu tiên năm 1854.